# Calabriense
| Era Eratema | Periodo Sistema | Época Serie | Subépoca Subserie   | Edad Piso                                  | Inicio, en millones de años |
| ----------- | --------------- | ----------- | ------------------- | ------------------------------------------ | --------------------------- |
| Cenozoico   | Cuaternario     | Holoceno    | Tardío / Superior   | Megalayense Megalayiano                    | 0,0042                      |
| Cenozoico   | Cuaternario     | Holoceno    | Medio               | Norgripiense Norgripiano                   | 0,0082                      |
| Cenozoico   | Cuaternario     | Holoceno    | Temprano / Inferior | Groenlandiense Groenlandiano               | 0,0117                      |
| Cenozoico   | Cuaternario     | Pleistoceno | Tardío / Superior   | Superior / Tardío (Tarantiense Tarantiano) | 0,129                       |
| Cenozoico   | Cuaternario     | Pleistoceno | Medio               | Chibaniense Chibaniano                     | 0,774                       |
| Cenozoico   | Cuaternario     | Pleistoceno | Temprano / Inferior | Calabriense Calabriano                     | 1,80                        |
| Cenozoico   | Cuaternario     | Pleistoceno | Temprano / Inferior | Gelasiense Gelasiano                       | 2,58                        |
| Cenozoico   | Neógeno         | Neógeno     | Neógeno             | Neógeno                                    | 23,03                       |
| Cenozoico   | Paleógeno       | Paleógeno   | Paleógeno           | Paleógeno                                  | 66                          |

El Calabriense o Calabriano es el segundo piso y edad del Pleistoceno en la escala temporal geológica. Sucede al Gelasiense y precede al Chibaniense. Se inició hace unos 1,80 millones de años y finalizó hace unos 0,774 millones de años. Junto al Gelasiense forma la subserie Pleistoceno Inferior (subépoca Pleistoceno Temprano).
Hasta 2009 había sido considerado como el primer piso del Pleistoceno, lugar ocupado ahora por el Gelasiense según acuerdo internacional alcanzado por la Comisión Internacional de Estratigrafía y ratificado por la Unión Internacional de Ciencias Geológicas. De esta forma se agrupan Gelasiense y Calabriense en el Pleistoceno Inferior, término que antes solo incluía al actual Calabriense.

## Sección estratotipo y punto de límite global (GSSP)
La sección estratotipo y punto de límite global (GSSP) para la base del Calabriense se encuentra en el sur de Italia, en Vrica, cerca de Crotona, Calabria, región de la que deriva el nombre del piso. La sección estratigráfica está compuesta por sedimentos batiales, formados por lutitas margosas y limosas de color gris oscuro o azulado, con intercalaciones de capas de sapropel gris claro a rosadas. En la sección hay también un nivel de cenizas volcánicas y esporádicamente niveles arenosos de poco espesor. El límite inferior del Calabriense está definido en la base de la capa de lutitas que se encuentra inmediatamente encima de la capa de sapropel identificada como «e» en la sección tipo. El GSSP y el nombre de Calabriense fueron ratificados por la Unión Internacional de Ciencias Geológicas en diciembre de 2011.
La sección del estratotipo es rica en fósiles que permiten las correlaciones: nanoplancton calcáreo, foraminíferos, ostrácodos y moluscos.